# Ичунь (Цзянси)
Ичу́нь (кит. упр. 宜春, пиньинь Yíchūn) — городской округ в провинции Цзянси КНР.

## История
До XX века этот регион не являлся единой административной структурой: при империях Мин и Цин уезды Фэнчэн, Фэнсинь и Цзинъань подчинялись властям Наньчанской управы (南昌府), уезд Цинцзян — властям Линьцзянской управы (临江府), юго-западная часть региона подчинялась размещавшимся в уезде Ичунь властям Юаньчжоуской управы (袁州府), центральная часть — размещавшимся в уезде Гаоань властям Жуйчжоуской управы (瑞州府), а уезда Тунгу не было вообще — там лишь в 1910 году появился Тунгуский комиссариат (铜鼓厅) Ининской области Наньчанской управы. После Синьхайской революции в Китае была проведена реформа структуры административного деления, в ходе которой области и управы были упразднены, а комиссариаты преобразованы в обычные уезды.
После образования КНР в 1949 году были созданы Специальный район Наньчан (南昌专区), состоящий из 10 уездов, и Специальный район Юаньчжоу (袁州专区), состоящий из города Пинсян и 8 уездов. В 1950 году город Пинсян был присоединён к уезду Пинсян. 8 октября 1952 года Специальный район Юаньчжоу был присоединён к Специальному району Наньчан (при этом уезд Синьгань был передан в состав Специального района Цзиань (吉安专区), поэтому Специальный район Наньчан стал состоять из 17 уездов).
23 августа 1958 года уезды Наньчан и Синьцзянь были переданы из состава Специального района Наньчан под юрисдикцию властей города Наньчан. 8 декабря 1958 года власти Специального района Наньчан переехали из города Наньчан в уезд Ичунь, и Специальный район Наньчан был переименован в Специальный район Ичунь (宜春专区).
В 1960 году уезд Синьюй был преобразован в городской уезд и выведен из состава Специального района Ичунь, перейдя под прямое подчинение властям провинции Цзянси; также в городской уезд был преобразован уезд Пинсян, а из Специального района Фучжоу (抚州专区) в состав Специального района Ичунь перешёл уезд Цзиньсянь.
В 1961 году уезды Наньчан и Синьцзянь вернулись из-под юрисдикции города Наньчан в состав Специального района Ичунь.
В 1963 году городской уезд Синьюй вновь стал обычным уездом, вернувшись в состав Специального района Ичунь, а посёлок Ичунь был выведен из состава уезда Ичунь и стал подчиняться напрямую властям Специального района.
В 1967 году посёлок Ичунь был возвращён в состав уезда Ичунь.
В 1968 году уезд Цзиньсянь вновь был передан в состав Специального района Фучжоу.
В 1970 году Пинсян перешёл под прямое подчинение властям провинции Цзянси, а Специальный район Ичунь был переименован в Округ Ичунь (宜春地区).
28 мая 1971 года уезды Наньчан и Синьцзянь вновь перешли из округа Ичунь под юрисдикцию властей города Наньчан.
8 октября 1979 года из уезда Ичунь был выделен городской уезд Ичунь.
Постановлением Госсовета КНР от 27 июля 1983 года уезд Аньи был передан под юрисдикцию властей Наньчана, а уезды Синьюй и Фэньи были выделены в отдельный городской округ Синьюй.
20 марта 1985 года уезд Ичунь был присоединён к городскому уезду Ичунь.
4 октября 1988 года уезд Фэнчэн был преобразован в городской уезд.
13 октября 1988 года был расформирован уезд Цинцзян (清江县), а вместо него был создан городской уезд Чжаншу.
8 декабря 1993 года уезд Гаоань был преобразован в городской уезд.
Постановлением Госсовета КНР от 22 мая 2000 года были расформированы городской уезд Ичунь и округ Ичунь, и образован городской округ Ичунь; территория бывшего городского уезда Ичунь стала районом Юаньчжоу в его составе.

## Административно-территориальное деление
Городской округ Ичунь делится на 1 район, 3 городских уезда, 6 уездов:
| Карта                                                                     | Карта    | Карта     | Карта         | Карта            | Карта         |
| ------------------------------------------------------------------------- | -------- | --------- | ------------- | ---------------- | ------------- |
| Юаньчжоу Фэнсинь Ваньцзай Шангао Ифэн Цзинъань Тунгу Фэнчэн Чжаншу Гаоань |          |           |               |                  |               |
| Статус                                                                    | Название | Иероглифы | Пиньинь       | Население (2010) | Площадь (км²) |
| Район                                                                     | Юаньчжоу | 袁州区    | Yuánzhōu qū   |                  |               |
| Городской уезд                                                            | Фэнчэн   | 丰城市    | Fēngchéng shì |                  |               |
| Городской уезд                                                            | Чжаншу   | 樟树市    | Zhāngshù shì  |                  |               |
| Городской уезд                                                            | Гаоань   | 高安市    | Gāo'ān shì    |                  |               |
| Уезд                                                                      | Фэнсинь  | 奉新县    | Fèngxīn xiàn  |                  |               |
| Уезд                                                                      | Ваньцзай | 万载县    | Wànzài xiàn   |                  |               |
| Уезд                                                                      | Шангао   | 上高县    | Shànggāo xiàn |                  |               |
| Уезд                                                                      | Ифэн     | 宜丰县    | Yífēng xiàn   |                  |               |
| Уезд                                                                      | Цзинъань | 靖安县    | Jìng'ān xiàn  |                  |               |
| Уезд                                                                      | Тунгу    | 铜鼓县    | Tónggǔ xiàn   |                  |               |